# 베를린 필하모니 관현악단
베를린 필하모니 관현악단(Berliner Philharmonisches Orchester :2002년 이전 공식명칭) 또는 베를리너 필하모니커(Berliner Philharmoniker :2002년 이후 공식명칭)는 독일의 대표적인 관현악단으로, 독일 국내뿐만 아니라 전 세계 클래식 관현악단 중 빈 필하모니 관현악단과 함께 최상급으로 평가받고 있다.

## 역사
1878년에 리그니츠(현 폴란드 레그니차) 시립 관현악단 출신 지휘자인 벤야민 빌제가 베를린에서 자신의 이름을 딴 '빌제 관현악단(Bilse-Kapelle)' 을 창단해 활동하기 시작했다. 이 악단은 당시 독일에서 보기 드문 연주회 전문 악단으로 화제를 모았으나, 점차 유명세를 타면서 빌제 자신의 사리사욕을 채우기 위해 연주 횟수를 무리하게 늘리는 등으로 단원들의 불만이 점차 높아졌다.
결국 1882년에 악단 내부에서 심각한 분열이 발생했으며, 이때 탈퇴한 단원들이 주축이 되어 새로운 악단을 결성했다. 이것이 베를린 필의 본격적인 창단 시점으로 굳어졌으며, 그 해 10월 23일에 첫 번째 정기 연주회를 개최했다. 그러나 새로 출발한 악단도 특별한 재정 후원이 없었기 때문에 여전히 대중 음악회와 성악가 공연의 반주, 지방 공연을 하면서 혹사당했다.
창단 초기에는 이러한 재정난으로 지휘자도 객원 초빙 방식에 의지해야 했으나, 1887년에 수완 좋은 공연 기획자였던 헤르만 볼프가 재정 지원을 결정하고 근대 지휘법의 기초를 닦은 한스 폰 뷜로를 초대 상임 지휘자로 발탁하면서 악단 운영에 큰 전환점을 마련했다. 뷜로는 주로 고전 레퍼토리와 브람스의 작품을 집중적으로 다루었고, 공개 리허설을 도입하는 등 적극적인 변화를 추구했다.
뷜로가 1892년에 건강 악화를 이유로 물러난 뒤에는 구스타프 말러나 리하르트 슈트라우스 등의 객원 지휘로 연주회가 열렸으며, 1895년에 아르투르 니키슈가 제2대 상임 지휘자로 취임했다. 니키슈는 뷜로가 다루기 꺼려하던 브루크너의 교향곡이나 차이콥스키 등 러시아/동구권 작품들을 레퍼토리에 추가시켰으며, 프랑스와 러시아에서 창단 이래 최초의 해외 순회 공연을 개최하기도 했다.
니키슈는 1922년에 타계할 때까지 자리를 지켰으며, 타계 후에는 헤르만 볼프의 뒤를 이은 딸 루이제 볼프에 의해 빌헬름 푸르트벵글러가 30대의 나이로 제3대 상임 지휘자에 취임해 화제가 되었다. 푸르트벵글러는 니키슈의 레퍼토리를 거의 모두 계승했으나, 스트라빈스키나 라벨, 쇤베르크, 버르토크, 힌데미트 등 동시대 작곡가들의 작품들도 적극적으로 소개해 보수적인 음악계 인사들의 논쟁을 불러일으키기도 했다.
그러나 1차대전 패전과 그에 이은 인플레이션, 그리고 경제 대공황으로 인해 기존의 자주 운영 방식을 고수하기 힘들어졌고, 결국 베를린 시와 독일 정부로부터 보조금을 지원받고 그 대가로 일정 횟수의 연주회를 의무 개최하는 체제로 전환하게 되었다. 히틀러가 수상에 취임하면서 새로 들어선 나치스 정권 치하에서는 사실상 국립 관현악단화되었고, 나치스가 개최하는 각종 행사나 군수공장 등의 위문 공연 등을 수행했다. 푸르트벵글러는 1934년에 힌데미트에 대한 나치스의 부당한 탄압에 항의하는 글을 신문에 게재하고 상임 지휘자 직책을 사임했으나, 이듬해 복귀해 전쟁 말기까지 사실상의 상임 지휘자 직책을 계속 수행했다.
2차대전 중에는 괴벨스의 총력전 소집 계획에서도 제외되는 특권을 부여받았으나, 전황의 악화로 인해 공연장들이 폭격을 받아 전소되거나 파손되는 등의 상황으로 활동이 점차 축소되었다. 전쟁 말기인 1945년 1월에는 푸르트벵글러가 스위스로 망명했고, 악단 전체가 괴벨스의 계획으로 베를린 공방전에 투입될 국민군 중대로 편성되기도 했다. 그러나 군수장관이었던 알베르트 슈페어가 이 계획을 무효화 시켰고, 악단원 대부분은 베를린을 탈출해 바덴-바덴 등 남서독일 방면으로 피신했다.
종전 직후 생존 단원들이 베를린 필의 연주회를 재개하기 위해 노력했으나 지휘자 섭외에 큰 어려움을 겪었다. 푸르트벵글러를 비롯하여 뵘, 크나퍼츠부쉬, 카라얀 등 독일 내에서 활동하던 중견 지휘자들의 대다수의 연주활동이 금지되었기 때문이다. 당시 어려운 경제 여건 때문에 매우 낮은 개런티로 해외의 몇몇 지휘자들에게 지휘를 요청했으나 모두 거절당했다. 결국 레오 보르하르트의 지휘로 영화관이었던 티타니아 팔라스트에서 공연을 가지면서 활동을 재개했으나, 보르하르트는 임시직 상임 지휘자였고 몇 차례의 연주회 후 영국군 병사의 총기 오발 사고로 사망했다. 보르하르트의 뒤를 이어 세르주 첼리비다케가 임시직 상임 지휘자로 발탁되어 활동을 재개했으며, 나치스 시절 연주 금지 곡목이었던 유태인 작곡가들의 작품이나 미국/러시아 등 적성국 작품의 부활 공연을 활발히 진행했다.
1947년 5월 25일에는 연합군에 의해 연주활동이 해금된 푸르트벵글러가 2차대전 후 첫 콘서트를 개최했다. 푸르트벵글러는 1952년에 정식으로 상임 지휘자로 재취임했으나, 작곡 활동을 이유로 베를린 필과의 콘서트는 최소한으로 제한하였다. 푸르트벵글러와 보다 많은 연주 활동을 원했던 베를린 필 단원들은 푸르트벵글러에게 보다 많은 연주활동을 가져줄 것을 요청하는 서한을 보내기도 하였다.
1954년에 푸르트벵글러가 타계한 뒤 이듬해 헤르베르트 폰 카라얀이 대타로 전후 최초의 미국 공연을 이끌었으며, 1956년 정식으로 종신 상임 지휘자에 취임하였다.
1961년 베를린 장벽의 설치로 동베를린에 거주하던 일부 단원들이 더 이상 오케스트라에 합류할 수 없게 되어 자연스레 단원들의 세대 교체로 이어졌다. 1963년에는 한스 샤로운이 설계한 새 베를린 필하모닉 홀을 개관하였다. 개관공연으로 카라얀의 지휘하에 베토벤 교향곡 제9번이 연주되었다. 이로써 제2차 세계대전 당시 폭격으로 구 베를린 필하모닉 홀이 파괴된 이래 전용 공연장이 없었던 악단의 숙원 과제를 해결하게 되었다. 1967년 카라얀이 주도하여 창설된 '잘츠부르크 부활제 음악제'에 참여함으로써 악단의 미답 분야였던 오페라의 공연에도 참여하게 되었다. 1969년에는 전후 최초로 소련에서 공연을 가졌으며, 작곡자인 쇼스타코비치의 참석 하에 그의 10번 교향곡을 연주하기도 하였다.
카라얀 재임시절 도이체 그라모폰과 EMI 등지에 바로크에서 현대에 이르는 수많은 작품들의 녹음들을 남겨 악단의 명성 확립에도 크게 공헌했다. 영상물 제작에도 적극적으로 참여하여 '유니텔'을 통해 많은 영상물을 남겼으며, 이후 카라얀이 설립한 '텔레몬디알'에 참여기도 하였다. 해외에서는 유럽과 미국 뿐 아니라 아시아에서도 공연했으며, 특히 일본을 자주 찾았다. 그러나 카라얀 임기 말기인 1983년에는 여성 클라리네티스트 자비네 마이어의 입단을 놓고 단원들과 심한 불화를 빚었으며, 공연 수익 분배 문제로 인한 갈등도 심화되었다. 1984년 카라얀이 하반기의 모든 음반녹음을 취소함으로써 베를린 필과의 갈등이 극에 달하였다. 이듬해에 단원측과의 카라얀의 첨예한 대립은 다소 가라앉아 음반 녹음 활동은 재개하였으나, 근본적인 갈등은 봉합되지 못했다. 카라얀은 1989년 4월 건강상의 이유로 베를린 필의 종신 상임지휘자직을 사임했다. 이후 그해 7월 카라얀이 서거하였다. 이때 베를린 필하모니 오케스트라측은 카를로스 클라이버를 상임 지휘자로 추천했지만 카를로스 클라이버가 거절한 것으로 알려져 있다.
카라얀 사후 새 상임지휘자로 로린 마젤과 다니엘 바렌보임이 가장 유력한 후보로 언급되었으나, 두 후보 모두 각각 반대하는 단원들이 있었기 때문에 절충안으로 클라우디오 아바도가 새 상임 지휘자로 선출되었다. 아바도는 베를린 필의 상임지휘자로 거론되지 않았던 인물이었기 때문에 언론과 음악애호가들은 물론, 아바도 본인도 크게 놀라움을 표했다. 임기가 종신이었던 전임자들과 달리 아바도는 7년마다 재계약을 하는 조건이었으며, 전임자에 비해 권한에 많은 제한이 있었다. 아바도는 각종 이색 기획 공연이나 현대 작품의 적극적인 공연으로 화제를 불러일으켰으나 이는 보수적인 베를린 청중들의 반발을 불러왔다. 아바도 취임 이후 음반 판매량이 매우 부진하자 베를린 필 단원들의 수입이 급감하게 되었고, 이로 인해 상당수의 단원들이 오케스트라를 떠나 교수직으로 자리를 옮겼다. 이를 통해 자연스레 단원들의 새대교체가 진행되었다. 단원들과의 불화도 점점 심해졌다. 결국 아바도는 2002년 이후 계약을 연장하지 않겠다고 선언하였다.
아바도의 후임으로는 영국 출신의 사이먼 래틀이 같은 해 취임하였고, 2018년 여름까지 재직할 예정이다.
2015년 5월 11일에 있었던 1차 투표가 무산된 이후 6월 22일, 2018년으로 임기가 종료되는 래틀의 후임으로 키릴 페트렌코가 내정되었다.

## 운영권과 단원 선발, 악단 출신 유명 음악인, 주요 공연장
1930년대에 시와 국가의 후원을 받으면서 단원들이 공무원 신분이 되었으나, 2002년에 최종적으로 재단법인이 되면서 면직되었다. 2002년 이전에는 정식 명칭이 'Berliner Philharmonisches Orchester'였으며, 'Berliner Philharmoniker'라는 명칭은 음반 제작이나 방송 출연 등에만 사용되었다. 그러나 많은 애호가들은 후자의 명칭을 더 친숙하게 사용했으며, 2002년에 정식 명칭도 후자로 바뀌게 되었다.
법인화 후에는 악단 내부에서 자체적으로 운영권도 관리하고 있으며, 도이체방크의 재정 지원도 받고 있다. 그러나 카라얀 시절 자비네 마이어 사태에서 보듯 여성 단원 입단에 있어서 보수적인 입장을 견지해 논란을 일으키기도 했다. 그러나 카라얀 이후에는 여성 단원이나 외국인 단원의 입단도 늘었으며, 2007년 기준으로 15명의 여성 연주자들이 정단원으로 등록되어 활동하고 있다. 특히 관악 파트의 단원들은 상당수가 헝가리나 체코, 오스트리아, 이탈리아, 스위스, 미국 등지의 외국인들이며, 악장진 가운데에는 일본인인 야스나가 도루도 활동한 바 있다. 이는 라이벌시되는 빈 필하모닉 오케스트라와의 중요한 차이점으로 여겨지고 있다.
카라얀 재임 중에는 유능한 관현악단 단원 양성을 위한 관현악 아카데미가 창설되었으며, 현재도 존속되어 여러 젊은 연주자들의 등용문이 되고 있다. 단원 선발도 고전적인 도제식 선발 방침을 고수하고 있는 빈 필에 비하면 유연한 편으로, 푸르트벵글러 재임 시절에는 바이올리니스트 게르하르트 타슈너가 불과 19세의 나이로 악장에 선임되기도 했다. 2003년에는 베네수엘라 출신의 에딕손 루이스가 불과 18세에 콘트라베이스 정단원으로 입단해 화제가 되기도 했다.
단원들은 관현악 활동 외에 각자 실내악 팀을 구성해 활동하기도 하며, 라이너 쿠스마울이 이끄는 베를린 바로크 졸리스텐이나 베를린 필하모니 금관 앙상블 등이 유명하다. 목관 5중주단 '앙상블 빈-베를린' 은 베를린 필과 빈 필 양대 악단의 수석 혹은 수석 출신 목관 주자들이 결성한 단체로 화제를 모으기도 했다. 에마뉴엘 파위(플룻)나 라덱 바보락(호른) 등 관악 수석 주자들의 솔로 활동도 두각을 나타내고 있으며, 전직 단원들이었던 오렐 니콜레, 제임스 골웨이(이상 플룻), 로타어 코흐(오보에), 칼 라이스터(클라리넷), 아돌프 셰어바움(트럼펫), 게르트 자이페르트(호른)도 해당 악기의 명인들로 유명하다. 브렛 딘(비올라)이나 베르너 테리헨(팀파니) 등의 전직 단원들은 작곡가로도 활동하고 있다.
주요 공연장은 창단 때부터 1940년대까지는 베른부르크 거리에 있던 필하모니를 사용하고 있었다. 실내 스케이트장을 개축해 만든 건물로, 기차역처럼 생긴 외관을 빗대어 베를린 시민들이 철도 애호가인 작곡가 파울 힌데미트의 이름을 따 '힌데미트 역(Bahnhof Hindemith)'이라는 애칭으로 부르고 있었다. 그러나 1944년 1월에 연합군의 폭격으로 전소되었고, 종전 때까지는 운터 덴 린덴의 국립오페라극장이나 필하모니의 부속 건물이었던 베토벤잘, 레뷰나 오페레타 공연에 주로 쓰이던 아드미랄스팔라스트 등을 임시 공연장으로 사용했다.
종전 후에는 영화관으로 쓰이던 슈테글리츠 거리의 티타니아 팔라스트나 베를린 음악대학 콘체르트잘 등을 공연장으로 사용했고, 1963년에 건축가 한스 샤룬의 설계로 건립된 새 필하모니로 옮겼다. 이 건물은 서커스단의 텐트를 연상시키는 디자인 때문에 '카라얀 서커스(Zirkus Karajani)'라고 불리며, 현재도 상주 공연장으로 사용되고 있다.

## 역대 상임 지휘자
- 한스 폰 뷜로 (1887-1892)
- 아르투르 니키슈 (1895-1922)
- 빌헬름 푸르트벵글러 (1922-1934)
- 레오 보르하르트 (1945)
- 세르주 첼리비다케 (1945-1952)
- 빌헬름 푸르트벵글러 (1952-1954)
- 헤르베르트 폰 카라얀 (1955-1989)
- 클라우디오 아바도 (1989-2002)
- 사이먼 래틀 (2002-2018)
- 키릴 페트렌코 (2019- )

이외에도 뷜로 이전에 악단을 자주 지휘했던 루드비히 브레너도 상임 지휘자로 보기도 하며(위키 영어판 항목 참조), 1934년에 사임한 푸르트벵글러도 사실상 상임 지휘자에 버금가는 활동을 했기 때문에 1945년까지를 임기로 간주하기도 한다.